# Topolino (revista)
Topolino fue el título de varias revistas infantiles italianas, y una española.

## Topolino: 1950
Con este título, Ediciones Cliper lanzó en 1950 una revista de 68 páginas (18 a color) con un formato de 17 x 13 cm., a un precio de 3 pesetas. Incluía:
| Años | Números | Título                        | Autoría                | Procedencia |
| ---- | ------- | ----------------------------- | ---------------------- | ----------- |
| 1950 |         | Topolino                      | Adriano y Jesús Blasco | Nueva       |
| 1950 |         | El Ratoncito Vagabundo        | Francisco Macián       | Nueva       |
| 1951 |         | Relatos del Enanito Vagabundo | Francisco Macián       | Nueva       |
| 1951 |         | Blas                          | García Lorente         | Nueva       |

A pesar de su carácter innovador, no superó los 12 números. Preparó el camino, eso sí, para la mucha más exitosa "Yumbo".